# BMW K 75
Pour les articles homonymes, voir K75.
La BMW K 75 est un modèle de motocyclette issue du catalogue du constructeur allemand BMW.
Elle est déclinée en plusieurs versions. Le code du projet fut K 569.

## Un moteur original
Le moteur est un trois cylindres en ligne disposé longitudinalement dans le cadre. C'est le même que celui qui équipe la gamme K 100, mais amputé d'un cylindre. L'arbre de transmission intermédiaire, situé dans le carter inférieur, se voit de plus équipé de deux contrepoids d'équilibrage qui compensent l'absence d'un quatrième cylindre. Il est couché horizontalement, la culasse étant à gauche et le "bas moteur" à droite.
Partageant plus de 50 % de pièces communes avec sa "grande sœur" K 100, la K 75 affiche en revanche un comportement plus dynamique, plus "joueur" grâce à une répartition des masses et un poids bénéficiant de l'absence du cylindre avant de la K 100, mais aussi grâce au comportement du moteur à la courbe de puissance moins linéaire. À retenir aussi que du fait de son calage à 120° et des contrepoids d'équilibrage, ce trois-cylindres affiche une quasi absence de vibration, ainsi qu'une souplesse très bas dans les tours unique à l'époque. Ce moteur sera le seul trois cylindres de série conçu par BMW. 
Pour l'anecdote, son moteur émet un "sifflement" très reconnaissable.

## K 75/K 75 C
- K 75 C : Produite de 1985 à 1990 à 9 566 exemplaires
- K 75 : Produite de 1986 à 1996 à 18 485 exemplaires

Modèles dépouillés typés roadster, la K 75 C était le premier modèle commercialisé. Équipé d'un frein à tambour à l'arrière, elle était livrée au choix avec un carénage de tête de fourche et une petite bulle ou d’un carénage de phare équipé d’un petit pare brise. En 1988 elle reçoit une béquille latérale débrayable à l'embrayage.
La K 75 était le modèle d'entrée de gamme, sans équipement de série. Elle évoluera comme la K 75 C, mais reçut en 1990 un frein à disque arrière permettant l'option ABS.

## K 75 S
Produite de 1986 à 1995 à 18 649 exemplaires, elle gagne un sabot moteur, un carénage sport tête de fourche et un disque de frein arrière de 285 mm de diamètre à la place du tambour. Elle est également équipée d'un pontet de rigidification de la fourche.

## K 75 RT
Produite de 1989 à 1995 à 21 264 exemplaires, elle reçoit le carénage et les équipements de la K 100 RT.
Modèle de touring entrée de gamme chez BMW, elle reçoit le carénage de la K 100 LT avec bulle fixe, la bulle électrique étant disponible en option.

## K 75 RTK
Produite en édition limitée en fin de vie du modèle (1997) , la K 75 Ultima est l'évolution de la K 75 RT. La moto reçut en série les options les plus demandés par les clients.
Équipée d'une bulle électrique réglable, de poignées chauffantes, de pare carters tubulaires et des jantes à trois bâtons des nouvelles K100, cette moto reconnaissable à sa livrée gris clair à filets bleus et sa tenue de route améliorée grâce à sa monte pneumatique plus large.
Rare en occasion et peu connue en raison de la faible quantité d'exemplaires en circulation, elle est désormais un collector particulièrement prisée par les connaisseurs par son niveau d’équipement, sa fiabilité et sa faible consommation qui en fait une K 100 LT en moins puissante.  
La K 75 Ultima sera la dernière moto à trois cylindres produite par la marque.  

## K 75 T
Produite seulement durant l'année 1986 sur demande de BMW USA, il ne subsiste que peu d'informations sur ce modèle plutôt rare. Il s'agissait d'un roadster de touring équipé d'éléments empruntés aux K 100 RT et LT : saute vent, valises, top case et pare cylindres tubulaires. 
Les options étaient nombreuses : selle confort, longues portées, poignées chauffantes et ABS.

## Modèles de l'administration
Basés sur la RT (puis la RTK pour les derniers modèles), ils subissent une série de modifications indispensables à leur fonction : une selle monoplace, un coffre arrière, un circuit électrique amélioré et renforcé (sirène deux tons, feux de pénétration bleus, pré-équipement radio ou radio et antenne), une batterie plus puissante (30Ah).

## Anecdote
Afin de la distinguer facilement du modèle K 100 à 4 cylindres, la K 75 est équipée d'un pot d'échappement à section triangulaire, tandis que celui de la K 100 est à section carrée.

## Galerie

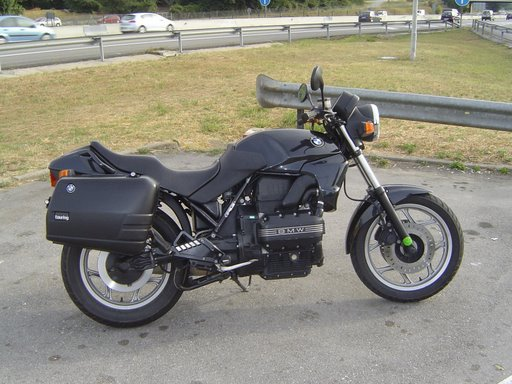
K 75
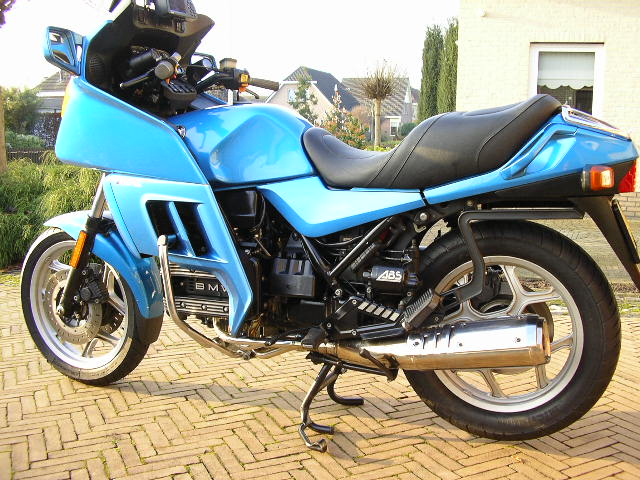
K 75 RT
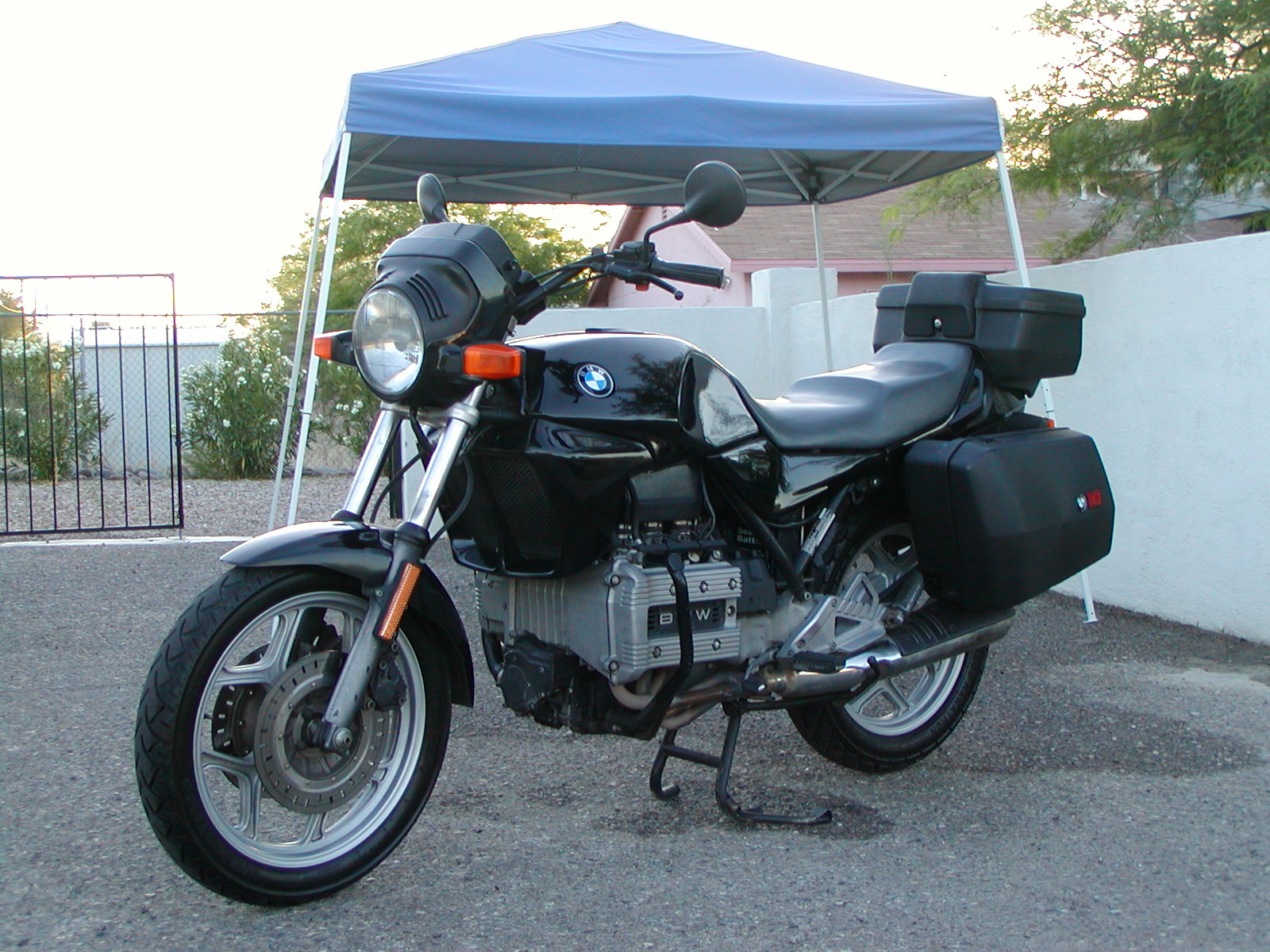
K 75 T
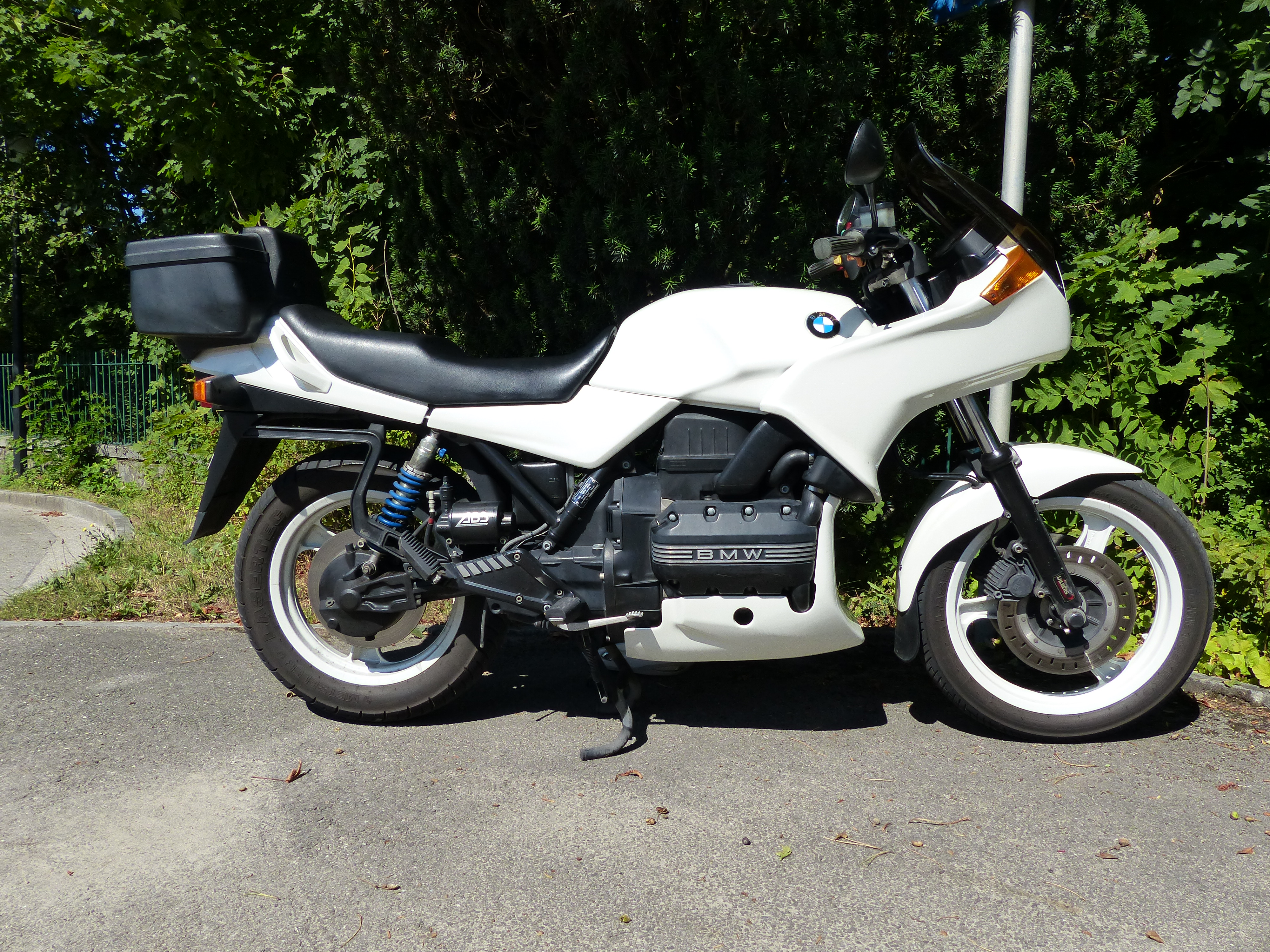
K 75 S